# Olga Breno
Olga Breno, nome artístico de Alzira Alves (Rio de Janeiro, 18 de janeiro de 1911 - Rio de Janeiro, 11 de outubro de 2000) foi uma atriz brasileira.

## Biografia
Olga Breno foi a última sobrevivente do antológico filme de Mário Peixoto, Limite. Seu nome artístico foi escolhido por Mário. Olga viveu desconhecida por décadas e em 1980, recebeu uma homenagem no Theatro Municipal. Em 1988, reencontrou o diretor Mário na inauguração do Centro Cultural de Mangaratiba. E em 1996, palestrou sobre o filme Limite na Casa de Cultura Laura Alvim, no Rio de Janeiro. Olga foi escolhida para ser a protagonista do filme Onde a Terra Acaba, mas após Mário sair da produção, depois de discussões com Cármen Santos, então produtora, Olga solidarizou-se com Mário e saiu da produção, apesar da insistência de Cármen. Olga foi casada e teve duas filhas.

## Filmografia
| Ano  | Título             | Personagem |
| ---- | ------------------ | ---------- |
| 2001 | Onde a Terra Acaba | Ela Mesma  |
| 1931 | Limite             | Mulher #1  |